# Salt-moskee
De Salt-moskee is een moskee in Salt, een voorstad van Girona in het oosten van de Spaanse autonome regio Catalonië. De bouw van de moskee begon in januari 2013 en werd in juni 2015 geopend voor publiek. De bouw van de moskee werd gefinancierd door donaties van de lokale moslimgemeenschap en uitgevoerd door vrijwilligers.
De moskee heeft geen minaret en heeft twee verdiepingen en een ondergrondse ruimte. Het is de grootste moskee in Catalonië na de moskee van Cornellà de Llobregat. Het heeft een capaciteit van 750 mensen.